# Ziegelmühle (Oberscheinfeld)
Ziegelmühle  (fränkisch: Ziechlmühl) ist ein Gemeindeteil des Marktes Oberscheinfeld im Landkreis Neustadt an der Aisch-Bad Windsheim (Mittelfranken, Bayern). Ziegelmühle liegt in der Gemarkung Oberscheinfeld.

## Geografie
Die Einöde umfasst zwei Häuser mit Hausnummer und Walmdach und noch weitere Gebäude. Drei der Gebäude stehen um einen zentralen Hof. Der Ort liegt am insgesamt nur etwa 1,4 km langen Schmelleinsgraben, der aus dem Nordosten kommt, sich an dieser Gebäudegruppe südwärts kehrt, dann an einem länglichen Teich entlangläuft, um bald danach von links in die Scheine zu münden. Ziegelmühle ist allseits von Acker- und Grünflächen umgeben. Im Südosten erhebt sich der Weingartsberg (354 m ü. NHN). Ein Anliegerweg führt nach Oberscheinfeld im Norden, dessen Dorfgrenze etwa 0,5 km weit entfernt ist.

## Geschichte
Der Ort wurde 1497 als „Ziegelmule“ erstmals urkundlich erwähnt. Der Ortsname bedeutet ‚Mühle bei der Ziegelhütte‘. Im Rahmen des Gemeindeedikts (frühes 19. Jahrhundert) wurde Ziegelhütte dem Steuerdistrikt Oberscheinfeld und der Ruralgemeinde Oberscheinfeld zugeordnet.

### Baudenkmal
- Haus Nr. 1: Ehemaliges Mühlenhaus

### Einwohnerentwicklung
| Jahr      | 001836 | 001840 | 001861 | 001871 | 001885 | 001900 | 001925 | 001950 | 001961 | 001970 | 001987 |
| Einwohner | 5      | 5      | *      | 7      | 7      | 8      | 10     | 5      | 5      | 5      | 0      |
| Häuser    | 1      | 1      |        |        | 1      | 1      | 1      | 1      | 1      |        | 1      |
| Quelle    | [ 10 ] | [ 11 ] | [ 12 ] | [ 13 ] | [ 14 ] | [ 15 ] | [ 16 ] | [ 17 ] | [ 18 ] | [ 19 ] | [ 1 ]  |

## Religion
Ziegelmühle ist römisch-katholisch geprägt und bis heute nach St. Gallus (Oberscheinfeld) gepfarrt.